# La Vengeance de l'homme invisible
Série
L'Agent invisible contre la Gestapo
(1942)
Pour plus de détails, voir Fiche technique et Distribution.
La Vengeance de l'homme invisible (The Invisible Man's Revenge) est un film américain réalisé par Ford Beebe, sorti en 1944. Ce film n'a aucun lien scénaristique avec le précédent L'Agent invisible contre la Gestapo. Bien que le personnage principal s'appelle Griffin, il n'y a aucun rapport avec les Griffin des films antérieurs. L'histoire se déroule comme s'il était le tout premier homme invisible. 
Le film fait partie de la série des Universal Monsters.

## Synopsis
Après avoir été accidentellement laissé pour mort par ses amis, Robert Griffin s'échappe de l'hôpital psychiatrique où il avait été enfermé en Afrique. De retour en Angleterre, il n'a qu'une idée en tête : se venger. Il rencontre alors un scientifique, qui cherche à tester sa formule d'invisibilité...

## Fiche technique
- Titre : La Vengeance de l'homme invisible
- Titre original : The Invisible Man's Revenge
- Réalisation : Ford Beebe
- Scénario : H.G. Wells et Bertram Millhauser
- Montage : Saul A. Goodkind
- Production : Ford Beebe
- Société de production : Universal Pictures
- Distribution :  États-Unis : Universal Pictures
- Pays de production :  États-Unis
- Langue : anglais
- Format : Noir et blanc - Son : Monophonique (Western Electric Recording) - 1,37:1 - Format 35 mm
- Genre : Film d'horreur
- Durée : 78 minutes
- Date de sortie : 
  - États-Unis : 9 juin 1944

## Distribution
- Leon Errol : Herbert
- Jon Hall : Robert Griffin
- John Carradine :  Docteur Drury
- Alan Curtis : Mark Foster
- Evelyn Ankers : Julie Herrick
- Gale Sondergaard : Irene Herrick
- Lester Matthews : Jasper Herrick
- Halliwell Hobbes : Cleghorn
- Leyland Hodgson :  Frederick Travers
- Skelton Knaggs (non crédité) : Alf Perry

## Autour du film

### Série de films
- L'Homme invisible  (1933)
- Le Retour de l'homme invisible
- La Femme invisible
- L'Agent invisible contre la Gestapo